# Zofianka Dolna
Zofianka Dolna – wieś sołecka w Polsce położona w województwie lubelskim, w powiecie janowskim, w gminie Dzwola.
| SIMC    | Nazwa            | Rodzaj    |
| ------- | ---------------- | --------- |
| 0791131 | Kolonia Zofianka | część wsi |

Wierni kościoła rzymskokatolickiego należą do parafii św. Jadwigi Królowej w Janowie Lubelskim.

## Demografia
W latach 1975–1998 miejscowość administracyjnie należała do województwa tarnobrzeskiego. Według Narodowego Spisu Powszechnego (III 2011 r.) liczyła 234 mieszkańców i była dziesiątą co do wielkości miejscowością gminy Dzwola.

## Historia
W wieku XIX Zofianka Górna i Dolna, dwie wsie w powiecie janowskim, gminie Kawęczyn, parafii Janów, odległe 5 wiorst od Janowa, przy szosie z Janowa do Frampola. W roku 1882 Zofianka Górna posiadała 35 domów 296 mieszkańców i 418 mórg gruntu. Zofianka Dolna 13 domów  i 121 mieszkańców na 207 morgach. Wsie wchodziły w skład dóbr ordynacji Zamojskich.
Założenie wsi miało miejsce około 1818 r., najprawdopodobniej na gruntach folwarku. Zasiedlona została przez włościan z okolicznych wsi (m.in. Kocudzy, Krzemienia). Początkowo była uważana za część Krzemienia, później natomiast zaczęto ja nazywać Grądami. Nazwa Zofijanka pojawiła się w latach 30 XIX wieku. W połowie XIX w. wieś zamieszkiwana była przez 13 gospodarzy. Źródła mówią, że w 1864 r. oddział powstańczy w miejscowym folwarku zaopatrzył się w prowiant. W 1864 r. powstała we wsi gmina, przeniesiona po kilku latach do Kawęczyna. W 1921 r. Zofijanka Dolna liczyła 27 domów i 199 mieszkańców. W kwietniu 1944 r. w rejonie wsi partyzanci zorganizowali udaną zasadzkę na oddział niemiecki.